# José de Alencar Foot-Ball Club
O José de Alencar Foot-Ball Club foi um clube brasileiro de futebol da cidade de Fortaleza, capital do estado de Ceará.
Em 1936 o clube conseguiu seu primeiro título, o Torneio Início da Segunda Divisão Cearense. Em 1944 a equipe conquistou de forma invicta a Segunda Divisão Cearense. Na campanha venceu por 8–1 o Águia do Norte, 5–1 contra o 1° de Maio, 1–0 contra o Riachuelo, empatou em 0–0 com o Independência, venceu o Rio Negro por 4–1 e empatou com o Humaitá por 2–2.

## Títulos
- Campeonato Cearense - Série B: 1 (1944)
- Torneio Início do Campeonato Cearense - Série B: 1 (1936)